# Регеда Дмитро Володимирович
Дмитро Володимирович Регеда — сержант Збройних сил України, що загинув у ході російського вторгнення в Україну у 2022 році.
Проживав в Чулаківській громаді Херсонщини. 
Станом на серпень 2023 року результати ДНК-тестів не дали збігів - тому існує імовірність що Дмитро ще живий.

## Нагороди
- орден «За мужність» III ступеня (2022, посмертно) — за особисту мужність і самовіддані дії, виявлені у захисті державного суверенітету та територіальної цілісності України, вірність військовій присязі, зразкове виконання службового обов’язку.